# Glyceria fluitans
La esteba o hierba del maná  (Glyceria fluitans) es una planta acuática de la familia de las gramíneas.

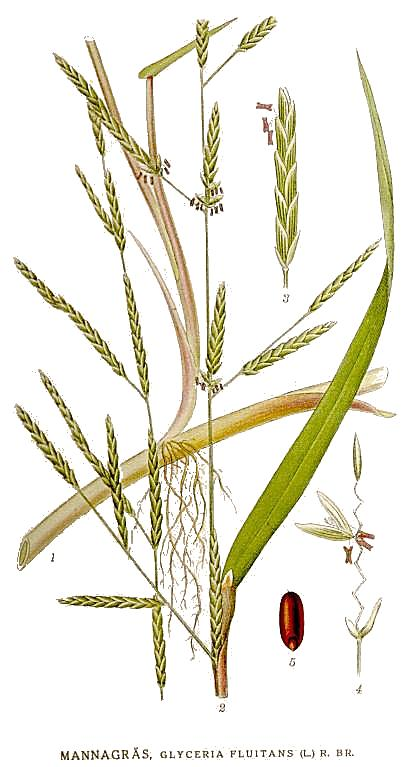
Ilustración

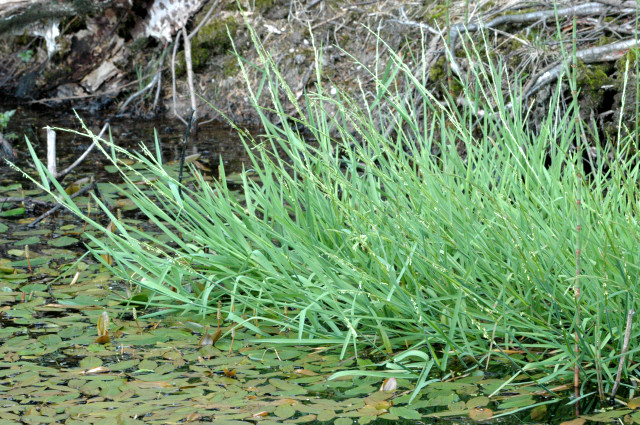
Vista de la planta

## Descripción
Planta perenne, foliosa y con tallos que se prolongan en estolones con raíces flotantes o sumergidas en el limo del borde, puede sobrepasar 1 m de longitud. La inflorescencia es una rama de 0,5 mm de longitud formada por numerosas espiguillas de 2 o más cm de longitud y 2-2,5 mm de diámetro, cilíndricas o aplastadas, con 14 o más espículas imbricadas en 2 filas opuestas sobre un fino y largo rabillo de color verde oscuro. Las flores de 5-7 mm de longitud, verdosas. Lema convexa, con 7 nervios y ápice con dientes finos. Pálea plana y con 2 dientes estrechos y parduzcos. En la base de la espiguilla 2 glumas traslúcidas con 1 nervio. El fruto duro, es un grano parecido al del trigo, de 3 mm de longitud y 1,5 mm de ancho, comestible. Las hojas de color verde azulado, planas, suavemente rayadas, con nervio medio visible, un poco carinadas, borde poco áspero, punta poco alargada, de 20 o más cm de longitud y 10-12 mm de anchura. Lígula blanca, algo desflecada, de 5 mm de longitud, la vaina larga, rayada y no apretada. Tallo hueco, rayado y aplastado.

## Distribución y hábitat
Nativa de Europa, región mediterránea, y Asia occidental. Habita en zanjas con corrientes de agua constante, en el borde mismo del agua, con hojas flotando en el agua y otras fuera, con hojas y espigas inclinadas hacia la corriente.

## Taxonomía
Glyceria fluitans fue descrita por (L.) R.Br. y publicado en Prodromus Florae Novae Hollandiae 1: 179. 1810.
Sinonimia
- Porrotheranthe drummondii Steud. [1854, Syn. Pl. Glum., 1 : 287]
- Poa fluitans (L.) Scop. [1771, Fl. Carniol., ed. 2, 1 : 73]
- Panicularia occidentalis Piper in Piper & Beattle [1915, Fl. N.W. Coast : 59]
- Panicularia fluitans (L.) Kuntze [1891, Revis. Gen. Pl., 2 : 782]
- Molinia fluitans (L.) Hartm. [1820, Handb. Skand. Fl., ed. 1 : 56]
- Melica fluitans (L.) Raspail [1825, Ann. Sci. Nat. (Paris), sér. 1, 5 (1) : 443]
- Hydrochloa fluitans (L.) Host [1827, Fl. Austr., 1 : 141]
- Festuca fluitans L.[3]
- Desvauxia fluitans P.Beauv. ex Kunth
- Festucaria heisteri Fabr. ex Steud.
- Glyceria acuminata Schur
- Glyceria denticulata Dumort.
- Glyceria integra Dumort.
- Hydrochloa fluitans (L.) Hartm.
- Molinia plicata Hartm.
- Panicularia brachyphylla Nash
- Poa barrelieri Biv.[4]

## Nombre común
- Castellano: grama ciento pies, grama de ciempiés, grama de cien pies, hierba del maná, yerba del maná, yerba del manà.[5]